# 翅子瓜
翅子瓜（学名：Zanonia indica）为葫芦科翅子瓜属下的一个种，原生于印度及斯里兰卡。种名indica意为印度的。

## 分类
本种至少有两个被承认的种下分类，即：
亚种
- 东方翅子瓜 Zanonia indica subsp. orientalis W.J.de Wilde & Duyfjes：分布于华南、东南亚至新几内亚。

变种
- 婆罗洲翅子瓜 Zanonia indica var. paludosa W.J.de Wilde & Duyfjes：分布于婆罗洲